# Cot Lagan Lm
Cot Lagan Lm is een bestuurslaag in het regentschap Aceh Barat van de provincie Atjeh, Indonesië. Cot Lagan Lm telt 458 inwoners (volkstelling 2010).